# People (rivista)
People è un periodico settimanale statunitense che tratta temi d'attualità su celebrità e storie d'interesse umano.

## Descrizione
Al 31 dicembre 2022 la rivista ha una circolazione cartacea di 2574067 copie, ed è disponibile anche on-line sul proprio sito people.com; fondato nel 1974 da Time Inc., fu da quest'ultima edito fino al 2018, anno dell'incorporazione dell'editore in Dotdash Meredith, società del gruppo IAC/InterActiveCorp che ha rilevato tutte le testate del gruppo.
La rivista ha uffici a New York, Los Angeles e Londra.
La rivista si divide per un 50% su argomenti di spettacolo e celebrità e per l'altro 50% a storia d'interesse umano. Gli editori di People cercano di astenersi da un tipo di stampa che si concentri troppo sulla cronaca rosa, in modo da attirare a sé i pubblicisti delle celebrità e vendere a loro le esclusive su propri assistiti, questa è una vera e propria strategia di mercato chiamata "Publicist-Friendly Strategy.
La rivista ha un suo sito internet, people.com, che si concentra esclusivamente su notizie di celebrità. Nel febbraio del 2007 ha raggiunto quasi 4 milioni di visite nel solo giorno dei Golden Globe. People è conosciuta soprattutto per le sue annuali classifiche, in cui vengono nominati "Le persone più belle", "Le migliori e peggiori vestite" e "L'uomo vivente più sexy".

## Storia
Cofondato da Dick Durrell nel 1974, People nasce come sezione popolare della rivista Time, quando l'editore dell'epoca, Richard Stolley, volle che la rivista si incentrasse più sulle persone che sulle questioni. La prima copia di People fu pubblicata il 4 marzo 1974 e raffigurava in copertina l'attrice Mia Farrow. A parte la copertina, la rivista fu pubblicata interamente in bianco e nero. Nel primo numero venivano raccontate le storie di Gloria Vanderbilt, Aleksandr Solženicyn e delle mogli di veterani statunitensi della guerra del Vietnam, scomparsi in azione.
Nel 1996 la Time Inc. lanciò sul mercato People en Español, edizione in lingua spagnola del magazine. Successivamente creò Teen People, versione per un pubblico adolescente, ma a causa della scarsa vendita di copie e della concorrenza di altre riviste per adolescenti, il 27 luglio 2006 la società ha annunciato la fine di Teen People. Il sito di teenpeople.com fu assorbito da people.com nell'aprile del 2007. Nel 2002 fu lanciato People Stylewatch, incentrato sullo stile, la moda e la bellezza delle celebrità.
In Australia la rivista è pubblicata con il titolo Who, a causa di un preesistente magazine pubblicato con il titolo People.
People ha pagato una cifra attorno ai 4 milioni di dollari per le foto in esclusiva di Shiloh Nouvel Jolie-Pitt, la figlia di Angelina Jolie e Brad Pitt. Le foto, in un singolo giorno, hanno fatto registrare un traffico record nel proprio sito web, attirando oltre 26 milioni di visitatori.
Recentemente Jennifer Lopez ha deciso di vendere le foto dei suoi gemellini, per 6 milioni di dollari.

## Maggiori vendite
Le maggiori vendite della rivista si sono registrate con la pubblicazione dei seguenti articoli:
- September 11, 2001: The Day that Shook America (pubblicato il 24 settembre 2001)
- Goodbye, Diana (pubblicato il 22 settembre 1997)
- JFK Jr. - Charmed Life, Tragic Death (pubblicato il 2 agosto 1999)

## L'uomo vivente più sexy
"L'uomo vivente più sexy" viene designato annualmente, dal 1985 al 1997 il vincitore veniva designato senza rispettare un calendario preciso, dal 1997 in poi il premio viene assegnato tra la fine di novembre e l'inizio di dicembre. Esso è determinato in una procedura analoga a la "Persona dell'anno" del TIME. L'origine del titolo deriva da una discussione su un articolo sull'attore Mel Gibson, in cui una editrice esclamò: Oh mio Dio! è l'uomo vivente più sexy.
| Anno                                 | Scelta                      | Età   | Note                                              |
| ------------------------------------ | --------------------------- | ----- | ------------------------------------------------- |
| 4 febbraio 1985                      | Mel Gibson                  | 29    | Prima persona scelta                              |
| 27 gennaio 1986                      | Mark Harmon                 | 34    |                                                   |
| 30 marzo 1987                        | Harry Hamlin                | 35    |                                                   |
| 12 settembre 1988                    | John F. Kennedy Jr.         | 27    | Vincitore più giovane, unico vincitore non attore |
| 16 dicembre 1989                     | Sean Connery                | 59    | Vincitore più anziano                             |
| 23 luglio 1990                       | Tom Cruise                  | 28    |                                                   |
| 23 luglio 1991                       | Patrick Swayze              | 39    |                                                   |
| 16 marzo 1992                        | Nick Nolte                  | 51    |                                                   |
| 19 ottobre 1993                      | Richard Gere Cindy Crawford | 44 27 | People in quell'anno nominò la coppia più sexy    |
| 1994 (assegnato il 18 novembre 2015) | Keanu Reeves                | 30    |                                                   |
| 30 gennaio 1995                      | Brad Pitt                   | 31    | Primo di due premi                                |
| 29 luglio 1996                       | Denzel Washington           | 41    | Primo vincitore afroamericano                     |
| 17 novembre 1997                     | George Clooney              | 36    | Primo di due premi                                |
| 16 novembre 1998                     | Harrison Ford               | 56    |                                                   |
| 15 novembre 1999                     | Richard Gere                | 50    | Secondo premio ricevuto, il primo fu condiviso    |
| 13 novembre 2000                     | Brad Pitt                   | 36    | Seconda vincita                                   |
| 26 novembre 2001                     | Pierce Brosnan              | 48    |                                                   |
| 2 dicembre 2002                      | Ben Affleck                 | 30    |                                                   |
| 1º dicembre 2003                     | Johnny Depp                 | 40    | Primo di due premi                                |
| 29 novembre 2004                     | Jude Law                    | 31    |                                                   |
| 28 novembre 2005                     | Matthew McConaughey         | 36    |                                                   |
| 27 novembre 2006                     | George Clooney              | 45    | Seconda vincita                                   |
| 26 novembre 2007                     | Matt Damon                  | 37    |                                                   |
| 25 novembre 2008                     | Hugh Jackman                | 40    |                                                   |
| 18 novembre 2009                     | Johnny Depp                 | 46    | Seconda vincita                                   |
| 17 novembre 2010                     | Ryan Reynolds               | 34    | Primo vincitore canadese                          |
| 16 novembre 2011                     | Bradley Cooper              | 36    |                                                   |
| 14 novembre 2012                     | Channing Tatum              | 32    |                                                   |
| 19 novembre 2013                     | Adam Levine                 | 34    | Primo cantante                                    |
| 19 novembre 2014                     | Chris Hemsworth             | 31    |                                                   |
| 17 novembre 2015                     | David Beckham               | 40    | Primo sportivo                                    |
| 15 novembre 2016                     | Dwayne Johnson              | 44    |                                                   |
| 27 novembre 2017                     | Blake Shelton               | 41    |                                                   |
| 6 novembre 2018                      | Idris Elba                  | 46    |                                                   |
| 13 novembre 2019                     | John Legend                 | 40    |                                                   |
| 17 novembre 2020                     | Michael B. Jordan           | 33    |                                                   |
| 10 novembre 2021                     | Paul Rudd                   | 52    |                                                   |
| 7 novembre 2022                      | Chris Evans                 | 41    |                                                   |
| 7 novembre 2023                      | Patrick Dempsey             | 57    |                                                   |
| 13 novembre 2024                     | John Krasinski              | 45    |                                                   |

## Riconoscimenti
- "100 Beautiful People", il premio era inizialmente dato per le 50 celebrità più belle (sia maschi e femmine), ma dal 2006 è stato raddoppiato a 100. La prima persona ad aggiudicarsi questo titolo fu Michelle Pfeiffer.
- Hottest Hollywood Bachelors, ovvero il titolo attribuito allo scapolo più appetibile di Hollywood.